# Baudouin II de Hainaut
Pour les articles homonymes, voir Baudouin II.
Baudouin VII de Flandre et II de Hainaut, né vers 1056, mort en Asie mineure en 1098 près de Nicée, fut comte de Hainaut et de Valenciennes de 1071 à 1098, seigneur de Beaumont (Hainaut) à la mort de sa mère. Il était fils du comte Baudouin VI de Flandre (jure proprio) et Ier de Hainaut (jure uxoris), et de Richilde, comtesse de Hainaut.

## Biographie
Il était encore adolescent à la mort de son père et sa mère exerça la régence au nom de son frère aîné Arnoul. Mais les ambitions de sa mère et son gouvernement tyrannique occasionnèrent au bout d'un an une révolte qui dégénéra en guerre civile. Arnoul fut tué dans une bataille près de Cassel et Robert le Frison, oncle de Baudouin et d'Arnoul, devint comte de Flandre. Baudouin succéda à son frère comme comte de Hainaut. Richilde obtint de l'aide de l'évêque de Liège, dont elle s'était reconnue vassale pour le Hainaut, mais les Hennuyers furent à nouveau vaincus à Broqueroie. Baudouin dut renoncer à la Flandre en 1085.
En 1095, lors de l'appel d'Urbain II au concile de Clermont, il prit la croix pour partir à la première croisade après avoir assisté au Tournoi d'Anchin avec Manassés, évêque de Cambrai, Radbod, évêque de Noyon, Lambert, évêque d'Arras, les abbés d'Hasnon, de Crespin et d'Anchin.
L'antagonisme avec le comte de Flandre fit qu'il joignit l'armée de Godefroy de Bouillon plutôt que celle de Robert II de Flandre. Après la prise d'Antioche, il fut envoyé en ambassade à Constantinople avec Hugues Ier, comte de Vermandois. Il fut surpris, attaqué et tué dans une embuscade turque à proximité de Nicée.

## Mariage et enfants
Il épousa en 1084 Ide de Louvain († 1139), fille d'Henri II, comte de Louvain et de Bruxelles et d'Adèle de Betuwe. Ils eurent :
- Baudouin III (1088 - † 1120), comte de Hainaut ;
- Louis, vivant en 1096 ;
- Simon, chanoine à Liège ;
- Henri († après 1096) ;
- Guillaume († après 1117) ;
- Arnould († après 1117) sr du Rœulx, dont postérité de ce nom ;
- Ide, mariée à Guy sr de Chièvres[3]; puis vers 1100 à Thomas de Marle (v. 1073 - † v. 1130/1131) ;
- Richilde, mariée vers 1115 (séparés en 1118) à Amaury III de Montfort († 1136), comte d'Évreux ;
- Alix, mariée à Nicolas II de Rumigny († 1153 ou après) ;
- Etiennette (ou Stéphanie) de Naplouse mariée à Baudouin de Ramla puis à Guy de Milly.